# Damir Karakaš

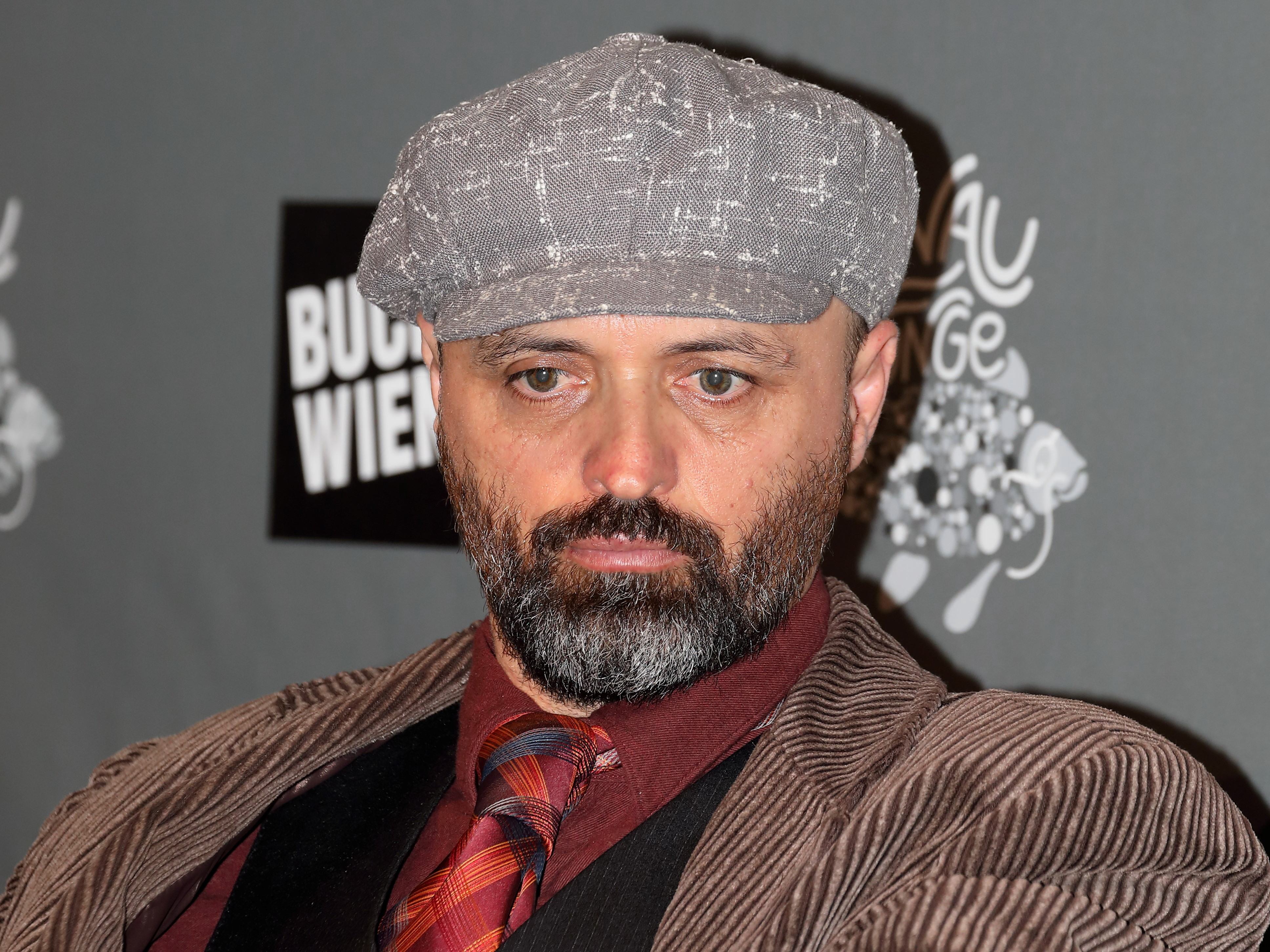
Damir Karakaš (2019)

Damir Karakaš (geboren 21. November 1967 in Plašćica bei Letinac, Jugoslawien) ist ein kroatischer Schriftsteller.
Karakaš ist Unterzeichner der 2017 veröffentlichten Deklaration zur gemeinsamen Sprache der Kroaten, Serben, Bosniaken und Montenegriner.

## Werke (Auswahl)
Erzählungen
- Kino Lika (= Biblioteka Miss okulist). Ghetaldus optika, Zagreb 2001.

Romane
- Kombëtari. Split 2000.
- Kako sam ušao u Europu. Belgrad 2008.
  - Deutsch: Wie ich nach Europa kam. 2004.
- Eskimi. Zagreb 2007.
- Sjajno mjesto za nesreću. 2009.
  - Ein herrlicher Ort für das Unglück. Dittrich, Berlin 2014 (übersetzt von Alida Bremer, hrsg. von Nellie und Roumen Evert)
- Blue Moon. 2014.
- Sjećanje šume. 2016.
  - Deutsch: Erinnerung an den Wald. Folio Verlag, Bozen/Wien 2019 (übersetzt von Klaus Detlef Olof).
- Proslava. 2019.

Sachbücher
- Bosanci su dobri ljudi.
  - Deutsch: Bosnier sind gute Menschen. 1999 (Reisebericht)